# 354P/LINEAR
 (août 2014).
354P/LINEAR, anciennement P/2010 A2 (LINEAR) et aussi désignée P/2017 B5, est une comète de la ceinture principale (objet du système solaire qui présente les caractéristiques d'un astéroïde et d'une comète). Situé dans la ceinture d'astéroïdes et possédant une queue cométaire, les analyses d'images prises par le télescope spatial Hubble suggèrent que cette queue provient d'une récente collision plutôt que de la sublimation de glace.

## Caractéristiques
P/2010 A2 mesurerait environ 150 m de diamètre,. Sa queue est formée de particules de poussière de l'ordre du millimètre qui sont éloignées par la pression du rayonnement solaire.  La position du noyau est inhabituelle, car celui-ci est situé en dehors de la chevelure et désaxé par rapport à la queue, une situation jamais observée auparavant dans une comète.
Il est possible que l'objet soit la résultante d'une collision entre astéroïdes. Cependant, il n'est pas possible pour l'instant d'exclure un dégazage actif de P/2010 A2 à la suite de la sublimation de glaces cachées sous la croûte. Un autre objet, le centaure (60558) Échéclos, est suspecté d'avoir dégazé en 2006 à la suite de la scission inexpliquée de son noyau.

## Orbite
L'orbite de P/2010 A2 est cohérente avec les paramètres de la famille de Flore, produite à la suite d'une collision il y a plus de 100 millions d'années.

## Découverte
P/2010 A2 a été découverte le 6 janvier 2010 par le Lincoln Near-Earth Asteroid Research (LINEAR) à l'aide d'un télescope d'un mètre.